# Pumpspeicherwerke Hohenwarte

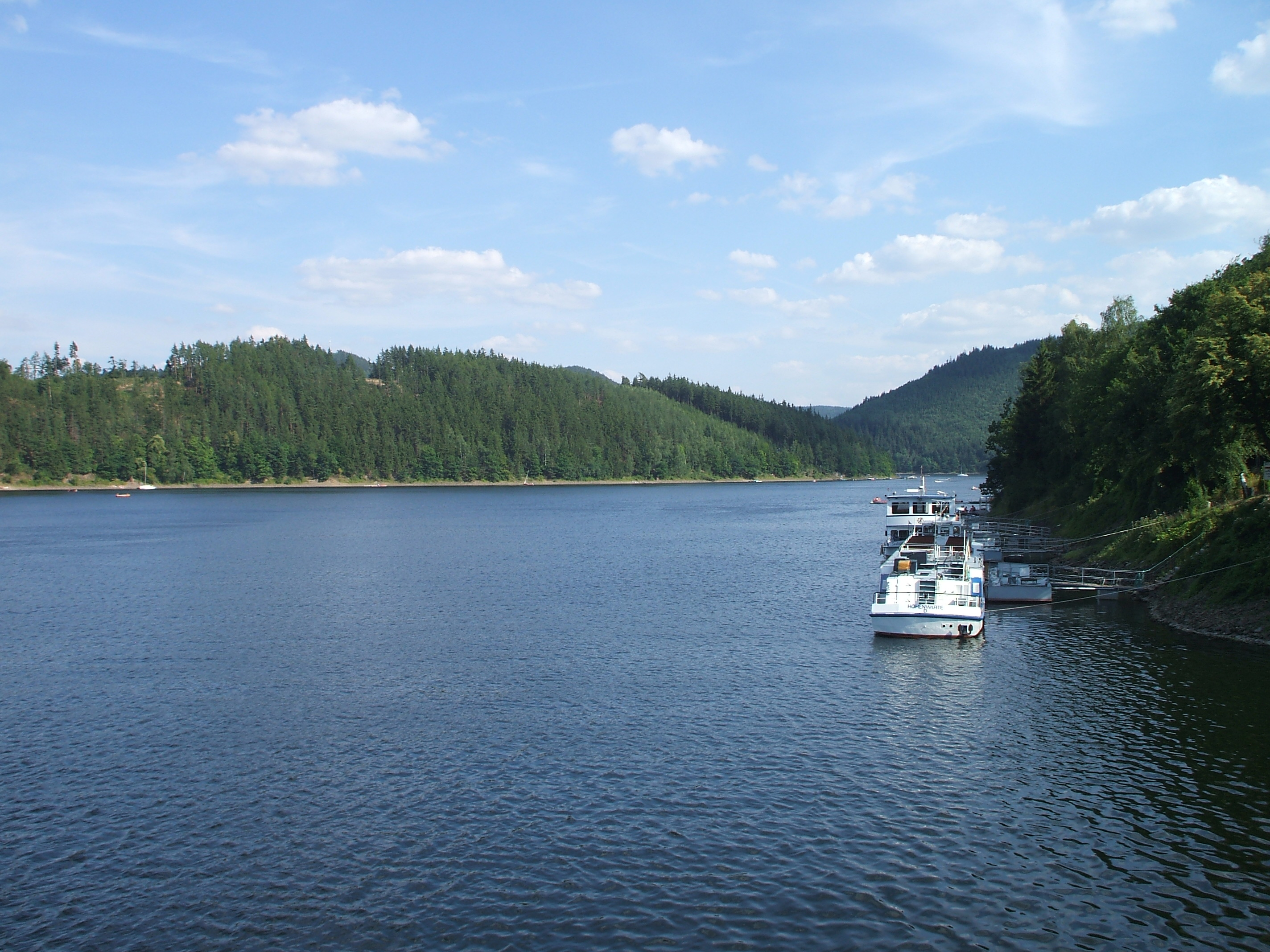
Blick auf den Hohenwarte-Stausee von der Staumauer aus (2008)

Die Pumpspeicherwerke Hohenwarte bestehen aus den beiden Pumpspeicher(kraft)werken (PSW) Hohenwarte I und II mit den Talsperren Hohenwarte und Talsperre Eichicht sowie dem Oberbecken Hohenwarte II. Die nebenstehende Tabelle bezieht sich auf das Oberbecken Hohenwarte II; die übrigen Bauwerke werden in den Artikeln über die betreffenden Talsperren beschrieben.
Die Stauanlagen und die Kraftwerke gehören der Vattenfall Europe Generation. Zu DDR-Zeiten war der Betreiber VEB Pumpspeicherwerke Hohenwarte in das Kombinat Braunkohlekraftwerke eingegliedert.

## Oberbecken Hohenwarte II
Das Oberbecken Hohenwarte II liegt südlich der Talsperre Eichicht bei Saalfeld.
Das Absperrbauwerk des Oberbeckens besteht wegen der natürlichen Gegebenheiten aus zwei Bauwerken zwischen drei Hügeln: aus einer 1443 m langen Gewichtsstaumauer aus Beton und einem 680 m langen Staudamm aus Steinschüttmaterial.

## PSW Hohenwarte I
Die Talsperre Hohenwarte ist das Oberbecken des PSW Hohenwarte I. Sie ist mit 182 Mio. m³ Stauinhalt die zweitgrößte Talsperre der Saalekaskade und deutschlandweit die viertgrößte Talsperre. Der Stausee hat eine Länge von 27 km.
Als Hochwasserentlastung hat die Talsperre einen festen Kronenüberlauf mit sieben Feldern.
In dem Pumpspeicherkraftwerk kann mit zwei Maschinensätzen jeweils 30 MW elektrische Leistung erzeugt werden.
Das Unterbecken ist die Talsperre Eichicht mit 5,210 Mio. m³ Inhalt.

## PSW Hohenwarte II
Das PSW Hohenwarte II wurde von 1956 bis 1963 gebaut. Das Wasserbecken entstand dabei nicht, wie üblich, durch die Errichtung einer Talsperre, bei der der Großteil des Beckens durch natürliches Gestein eines Tales gebildet wird. Stattdessen entstand das Becken durch die Errichtung einer künstlichen Einfassung auf der Spitze eines Berges. Dadurch fehlen dem Wasserbecken auch natürliche und umgeleitete Zuflüsse. Das PSW Hohenwarte II arbeitet daher ausschließlich als Pumpspeicherkraftwerk.
Der erste Maschinensatz wurde 1965 in Betrieb genommen; der letzte erst 1966. Es handelt sich um acht Maschinen, bestehend aus Generator, Turbine und zweistufiger Speicherpumpe. Sie erzeugen eine elektrische Leistung von insgesamt 320 MW. Die mittlere Fallhöhe beträgt 302 m und die maximale 314,5 m.
Der Ausbaudurchfluss beim Turbinenbetrieb beträgt 134,4 m³/s bei 428 Umdrehungen pro Minute; der maximale Durchfluss beim Pumpbetrieb ist 95,2 m³/s.
Aufgrund des relativ kleinen Staubeckens von 3,3 Mio. m³ ergibt sich ein Arbeitsvermögen von ca. 2.100 MWh bzw. einem Volllastbetrieb von 6 Stunden 30 Minuten.
Das Unterbecken ist auch hier die Talsperre Eichicht.
Im Jahr 2015, nach 50 Jahren Betrieb, wurde die Abdichtung des Wasserspeichers saniert.

## Netzanschluss
Der Netzanschluss erfolgt über die Schaltanlage Remptendorf. Das PSW Hohenwarte I wird dabei auf der 110-kV-Hochspannungsebene mit dem Stromnetz des Verteilnetzbetreibers TEN Thüringer Energienetze und das PSW Hohenwarte II auf der 220-kV-Hochspannungsebene mit dem Stromnetz des Übertragungsnetzbetreibers 50Hertz Transmission verbunden.